# Yeon Woo-jin
Yeon Woo-jin (hangul: 연우진; nombre real: Kim Bong-hoe), es un actor surcoreano, conocido por haber interpretado a Gong Gi-tae en la serie Marriage, Not Dating, a So Jung-woo en Divorce Lawyer in Love, a Eun Hwan-gi en Introverted Boss y a Lee Yeok en Queen for Seven Days.

## Biografía
Estudió en la Universidad Sejong (en inglés: Sejong University).

## Carrera
Es miembro de la agencia "Jump Entertainment".
Comenzó su carrera como modelo, participó en la Semana de la Moda de Seúl en 2007 y modeló para la marca de jeans "Evisu" en 2008.
Ha aparecido en sesiones fotográficas para "Nylon", "Harper's Bazzar", "Allure", "Singles", "Grazia", entre otros...
En marzo del 2010 se unió al elenco de la serie Cinderella's Sister, donde dio vida a Dong-soo. En noviembre del mismo año se unió al elenco recurrente de la serie All My Love For You, donde interpretó a Bang Woo-jin, uno de los miembros de la familia Bang, hasta el final de la serie en septiembre del 2011.
En agosto del 2011 se unió al elenco de la serie Ojakgyo Family, donde dio vida al playboy y modelo Hwang Tae-pil, el hermano más joven del detective Hwang Tae-hee (Joo Won), el reportero Hwang Tae-beom (Ryu Soo-young) y el terapeuta físico Hwang Tae-sik (Jung Woong-in), hasta el final de la serie en febrero del 2012.
El 15 de agosto del 2012 se unió al elenco principal de la serie Arang and the Magistrate, donde interpretó al misterioso noble Joo-wal, hasta el final de la misma en octubre del 2012.Ese mismo año se unió al elenco de la serie Just an Ordinary Love Story, donde interpretó a Han Jae-gwang, un hombre que se enamora de la hija del asesino de su hermano.
En abril del 2013 se unió al elenco principal de la serie When a Man Falls in Love, donde dio vida a Lee Jae-hee, un joven confiado que está acostumbrado a ganar en todo, hasta el final de la serie en junio del mismo año.
El 4 de julio del 2014 se unió al elenco principal de la serie Marriage, Not Dating, donde interpretó a Gong Gi-tae, un exitoso cirujano plástico con una personalidad abrasiva, hasta el final de la serie el 23 de agosto del 2014. También apareció en la película de horror Tunnel 3D como Dong-joon.Ese mismo año realizó un cameo en un episodio de la serie My Love from the Star (también conocida como "You Who Came from the Stars"), donde dio vida a Lee Han-kyung, el hermano mayor de Lee Jae-kyung (Shin Sung-rok) y de Lee Hwi-kyung (Park Hae-jin).
En abril del 2015 se unió al elenco principal de la serie Divorce Lawyer in Love, donde interpretó a So Jung-woo, un abogado de divorcios, hasta el final de la serie en junio del mismo año.
En el 2016 tuvo una aparición especial en la película Seondal: The Man Who Sells the River, donde interpretó al Rey Hyojong de Joseon. Ese mismo año apareció como invitado durante el episodio 7 de la serie Another Miss Oh, donde dio vida al abogado Gong Gi-tae.
En enero del 2017 se unió al elenco principal de la serie Introverted Boss, donde interpretó a Eun Hwan-ki, el introvertido CEO de la agencia de relaciones públicas "Brain" y el hermano de Eun Yi-soo (Gong Seung-yeon), hasta el final de la serie en marzo del mismo año.En mayo del mismo año se unió al elenco principal de la serie Queen for Seven Days, donde dio vida a Lee Yeok, también conocido como el Príncipe Jinseong-daegun y "Nak-chun", quien más tarde se convertiría en el Rey Jungjong de Joseon, hasta el final de la serie en agosto del 2017. El actor Baek Seung-hwan interpretó a Lee Yeok de joven.En octubre del mismo año se anunció que se había unido al elenco principal de la serie Judge vs. Judge (también conocida como "Dead End") donde interpretó al juez independiente Sa Eui-hyeon, hasta el final de la serie el 11 de enero del 2018.
El 24 de noviembre del 2018 se unió al elenco principal de la serie Priest, donde dio vida a Oh Soo-min "Michael", un joven sacerdote que realiza exorcismos y que a su vez trata de defender sus principios, Soo-min es un hombre enérgico y responsable que prefiere las acciones a las palabras y la práctica a la oración, hasta el final de la serie el 20 de enero del 2019.
El 5 de agosto del 2019 se unió al elenco principal de la serie I Wanna Hear Your Song (también conocida como "Let Me Hear Your Song") donde dio vida a Jang Yoon, un pianista en una orquesta que busca la verdad sobre la muerte de su hermano, hasta el final de la serie el 24 de septiembre del mismo año.
En marzo de 2021 se estrenó Shades of the Heart, en la que interpretó el papel del protagonista Chang-seok, un escritor que tras su divorcio regresa a Corea y se prepara para publicar una novela basada en su propia vida.En abril del mismo año se unió al elenco principal de la serie Undercover, donde interpretó al joven Han Jung-hyun, un hombre que ha estado escondiendo su identidad por mucho tiempo. Mientras que al actor Ji Jin-hee interpretó a Jung-hyun de adulto.
En febrero de 2022 se unió al elenco principal de la serie Treinta y nueve, donde dio vida a Kim Sun-woo, un dermatólogo de 39 años y de buen corazón que regresa a Corea después de emigrar a los Estados Unidos. La serie fue estrenada en 2022.

## Filmografía

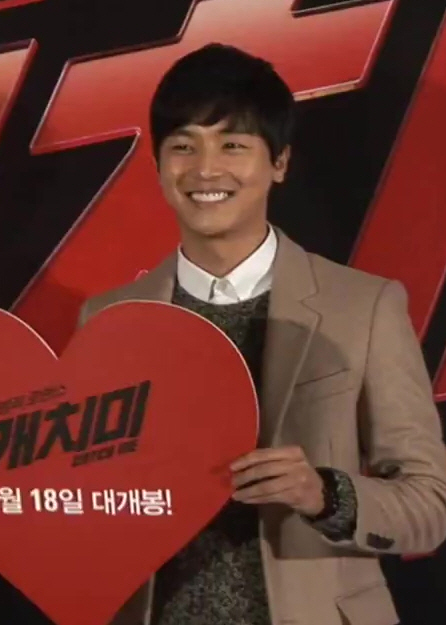
Yeon Woo-jin en el 2013.

### Series de televisión
| Año     | Título                      | Personaje              | Notas                       | Ref.          |
| ------- | --------------------------- | ---------------------- | --------------------------- | ------------- |
| 2010    | Cinderella's Sister         | Dong-soo               | -                           |               |
| 2010-11 | All My Love For You         | Mtro. Bang Woo-jin     | -                           |               |
| 2011-12 | Ojakgyo Family              | Hwang Tae-pil          | -                           |               |
| 2012    | Just an Ordinary Love Story | Han Jae-gwang          | 4 episodios                 |               |
| 2012    | Arang and the Magistrate    | Joo-wal                | 20 episodios                |               |
| 2013    | When a Man Falls in Love    | Lee Jae-hee            | 20 episodios                |               |
| 2014    | My Love from the Star       | Lee Han-kyung          | Ep. 18                      |               |
| 2014    | Secret Love                 | Jang Hyun-jin          | 2 episodios ("Missing You") | [ 25 ]        |
| 2014    | Marriage, Not Dating        | Dr. Gong Gi-tae        | 16 episodios                |               |
| 2015    | Divorce Lawyer in Love      | So Jung-woo            | 18 episodios                |               |
| 2016    | Another Miss Oh             | Gong Gi-tae            | Ep. 7                       |               |
| 2017    | Introverted Boss            | Eun Hwan-ki            | 16 episodios                |               |
| 2017    | Queen for Seven Days        | Lee Yeok, Rey Jungjong | 20 episodios                |               |
| 2017-18 | Judge vs. Judge             | Sa Eui-hyeon           | 32 episodios                |               |
| 2018-19 | Priest                      | Oh Soo-min / "Michael" | 16 episodios                |               |
| 2019    | I Wanna Hear Your Song      | Jang Yoon              | 32 episodios                |               |
| 2020    | The Search                  | Capt. Cho Min-guk      |                             |               |
| 2021    | Under Cover                 | Han Jung-hyun (joven)  |                             | [ 26 ]        |
| 2022    | Treinta y nueve             | Kim Sun-woo            | 12 episodios                | [ 27 ]        |
| 2023    | Una dosis diaria de sol     | Dong Go-yoon           | Serie web - 12 episodios    | [ 28 ] [ 29 ] |
| 2024    | Nothing Uncovered           | Kim Tae-heon           | 16 episodios                | [ 30 ] [ 31 ] |
| 2024    | Un negocio virtuoso         | Kim Do-hyun            | 12 episodios                | [ 32 ] [ 33 ] |

### Películas
| Año  | Título                               | Personaje   | Notas        | Ref.          |
| ---- | ------------------------------------ | ----------- | ------------ | ------------- |
| 2009 | Just Friends?                        | Min-soo     | cortometraje |               |
| 2011 | We Fly High                          | Seung-gi    | cortometraje |               |
| 2014 | Tunnel 3D                            | Dong-joon   |              |               |
| 2015 | Revivre                              | Kim Min-soo |              |               |
| 2016 | Seondal: The Man Who Sells the River | Rey Hyojong |              |               |
| 2016 | The Table                            | Woo-cheol   |              | [ 34 ]        |
| 2018 | Marital Harmony                      | Shi-kyung   |              |               |
| 2021 | Shades of the Heart                  | Chang-seok  |              | [ 35 ]        |
| 2021 | Entrega urgente                      | Kim Doo-sik |              |               |
| 2022 | Serve the People                     | Mu Kwang    |              | [ 36 ]        |
| 2025 | The Old Woman with the Knife         | Doctor Kang |              | [ 37 ] [ 38 ] |

### Apariciones
| Año  | Programa   | Función  | Notas                                          | Ref.   |
| ---- | ---------- | -------- | ---------------------------------------------- | ------ |
| 2014 | Radio Star | Invitado | Junto a Son Byung-ho, Jung Yoo-mi y Min Do-hee | [ 39 ] |

## Premios y nominaciones
| Año  | Premio                   | Categoría                                                       | Series                      | Resultado |
| ---- | ------------------------ | --------------------------------------------------------------- | --------------------------- | --------- |
| 2012 | Premios KBS Drama        | Mejor actor en drama breve/de un acto                           | Just an Ordinary Love Story | Ganador   |
| 2012 | Premios MBC Drama        | Mejor actor revelación                                          | Arang and the Magistrate    | Nominado  |
| 2013 | 6.os Premios Korea Drama | Premio a la excelencia, actor                                   | When a Man Falls in Love    | Nominado  |
| 2017 | Premios SBS Drama        | Premio a la gran excelencia, actor en serie de miércoles-jueves | Judge vs. Judge             | Nominado  |
| 2017 | Premios SBS Drama        | Mejor pareja (con Park Eun-bin)                                 | Judge vs. Judge             | Nominados |
| 2017 | 31.os Premios KBS Drama  | Premio a la excelencia, actor en serie de media duración        | Queen for Seven Days        | Ganador   |